# Dique de Los Quiroga
El dique Los Quiroga es una presa derivadora sobre el curso del río Dulce, en la provincia de Santiago del Estero, Argentina. Está ubicado cerca de la capital provincial Santiago del Estero y de la ciudad de La Banda. Su piedra fundamental se colocó en 1937 y comenzó su funcionamiento en 1950. Junto al dique se desarrolló la localidad de Los Quiroga.
El dique es la obra de cabecera del sistema de riego del Río Dulce. Tiene un canal principal o matriz con una extensa red de canales secundarios y terciarios de aproximadamente 600 km de longitud. Consta de un muro de hormigón armado (Vertedero o Azud fijo) de 380 m de long. y 6 m de altura el que continúa en un terraplén de tierra de 1,2 km, Tiene una cámara desarenadora en donde retiene los sólidos que arrastra el río. Ese sector de la obra contiene un total de 32 compuertas con las cuales se opera el dique y permiten derivar el agua hacia la toma del Canal matriz y por su red de canales abastece de agua para bebida a diferentes localidades y agua para riego de aproximadamente a 80.000 has. Lo administra desde 1992 un Organismo dependiente del Estado provincial de Santiago del Estero, la Unidad Ejecutora del Servicio de Riego del Río Dulce. Anteriormente lo hacia Agua y Energía de la Nación.
Aproximadamente a 7 km aguas abajo del dique e instalada en el cauce del canal matriz, se emplaza la "Central hidroeléctrica Los Quiroga”, inaugurada en 1963; su energía media anual generada (serie 1964-1995) fue de 9 GWh, con una potencia instalada de 2 MW a través de 2 turbinas Kaplan.
El aliviadero (de la Central Hidroeléctrica), es de concreto, diseño pico de pato doble (Doisle); puede evacuar 100 m³/s, y tiene un largo total de 120 m.
La central fue concesionada a la empresa Hidroeléctrica Río Hondo S. A. 1994, conjuntamente con la Presa de Embalse de Río Hondo
A este lago artificial vienen centenares de pescadores, aficionados de Santiago del Estero y de las provincias vecinas, siendo atractivo por su gran riqueza ictícola. Las principales especies que se capturan son: dorado, boga, bagre, sábalo, soco, anguila, cangrejo, caracol.